# One Stolen Night
One Stolen Night er en amerikansk stumfilm fra 1923 af Robert Ensminger.

## Medvirkende
- Alice Calhoun som Diantha Ebberly
- Herbert Heyes som Herbert Medford
- Otto Hoffman som Horace Ebberly
- Adele Farrington som Mrs. Ebberly
- Russ Powell som Sheik Amud